# (949) Hel
(949) Hel – planetoida z pasa głównego asteroid okrążająca Słońce w ciągu 5 lat i 70 dni w średniej odległości 3 au. Została odkryta 11 marca 1921 roku w Landessternwarte Heidelberg-Königstuhl w Heidelbergu przez Maxa Wolfa. Nazwa pochodzi od Hel, władczyni krainy zmarłych śmiercią naturalną w mitologii nordyckiej. Przed nadaniem nazwy planetoida nosiła oznaczenie tymczasowe (949) 1921 JK.